# Палметто-Естейтс (Флорида)
Палметто-Естейтс (англ. Palmetto Estates) — переписна місцевість (CDP) в США, в окрузі Маямі-Дейд штату Флорида. Населення — 13 498 осіб (2020).

## Географія
Палметто-Естейтс розташоване за координатами 25°37′22″ пн. ш. 80°21′38″ зх. д. / 25.62278° пн. ш. 80.36056° зх. д. (25.622682, -80.360614).  За даними Бюро перепису населення США в 2010 році переписна місцевість мала площу 5,72 км², з яких 5,60 км² — суходіл та 0,12 км² — водойми.

## Демографія
Згідно з переписом 2010 року, у переписній місцевості мешкало 13 535 осіб у 3994 домогосподарствах у складі 3267 родин. Густота населення становила 2366 осіб/км².  Було 4211 помешкання (736/км²).
Расовий склад населення:
| - 47,4 % — білих - 41,8 % — чорних або афроамериканців - 3,3 % — азіатів - 0,1 % — вихідців з тихоокеанських островів - 0,1 % — корінних американців - 3,3 % — осіб інших рас |

До двох чи більше рас належало 4,0 %. Частка іспаномовних становила 43,1 % від усіх жителів.
За віковим діапазоном населення розподілялося таким чином: 23,9 % — особи молодші 18 років, 64,9 % — особи у віці 18—64 років, 11,2 % — особи у віці 65 років та старші. Медіана віку мешканця становила 38,3 року. На 100 осіб жіночої статі у переписній місцевості припадало 93,6 чоловіків;  на 100 жінок у віці від 18 років та старших — 91,2 чоловіків також старших 18 років.
Середній дохід на одне домашнє господарство  становив 67 291 долар США (медіана — 51 588), а середній дохід на одну сім'ю — 69 923 долари (медіана — 52 846). Медіана доходів становила 28 178 доларів для чоловіків та 32 040 доларів для жінок. За межею бідності перебувало 16,6 % осіб, у тому числі 25,2 % дітей у віці до 18 років та 15,0 % осіб у віці 65 років та старших.
Цивільне працевлаштоване населення становило 7627 осіб. Основні галузі зайнятості: освіта, охорона здоров'я та соціальна допомога — 23,3 %, науковці, спеціалісти, менеджери — 15,0 %, роздрібна торгівля — 14,8 %.